# アンドリュー・マカッチェン
- アンドルー・マカッチェン
- アンドルー・マカチェン

- アンドリュー・マカチェン
- アンドリュー・マカチャン

アンドリュー・ステファン・マカッチェン（Andrew Stefan McCutchen, 1986年10月10日 - ）は、アメリカ合衆国フロリダ州ポーク郡フォートミード出身のプロ野球選手（外野手）。右投右打。MLBのピッツバーグ・パイレーツ所属。愛称はカッチ（Cutch）。
メディアによってはアンドルー・マカチェンなどとも表記される。

## 経歴

### プロ入り前
フロリダ州ポーク郡にある人口5000人ほどの小さな町フォートミードで生まれ育つ。聖職者の父ロレンゾはカーソン・ニューマン・カレッジ在学中にアメリカンフットボールで、母ペトリーナは高校時代に陸上のトラック競技とバレーボールで、それぞれ選手として活動していた。マカッチェンは自らの身体能力について「敏捷性は母から、力強さは父から授かった」と話している。子供のころに憧れていた野球選手は、ケン・グリフィー・ジュニアだった。地元のフォートミード高校に進学したマカッチェンは、複数の競技で活躍する。陸上では100メートル10秒6という記録を残し、400メートルリレー走でチームのアンカーに。フットボールではワイドレシーバーとしてチームの主力となる。ただ2年生のとき、雨でぬかるんだフィールドで膝を痛めて手術に追い込まれ、それ以降は将来のことを考えて野球を最優先にした。
その野球では、2004年9月に台湾で開催された第21回AAA世界野球選手権大会のアメリカ合衆国代表に選出された。5試合で15打数2安打の打率.133も、5四球を選び出塁率.350、6得点という成績を残す。高校の最終学年として迎えた2005年のシーズンには、チームが8勝14敗と負け越すなかで打率.709、16本塁打、42打点を記録、MLB球団スカウトの注目を集めた。フロリダ大学への進学を決めたマカッチェンだが、6月のMLBドラフトで1巡目指名を受けた場合にはそちらを優先させる意思を表明。その1巡目指名については、ニューヨーク・メッツ（全体9位）やシンシナティ・レッズ（同12位）も候補に挙げられていたが、ピッツバーグ・パイレーツ（同11位）は特に熱心に調査を続けていたという。

### プロ入りとパイレーツ時代
2005年のMLBドラフト全体11位でパイレーツから指名を受けた。指名から1週間後の6月13日にパイレーツと契約を結びプロ入り。
同年はマイナーリーグのルーキー級ガルフ・コーストリーグ・パイレーツとA-級ウィリアムズポート・クロスカッターズで計58試合に出場、打率.310、OPS.852、17盗塁という成績でプロ1年目を終えた。
2006年はA級ヒッコリー・クロウダッズで114試合に出場し、打率.291、14本塁打、62打点、22盗塁。シーズン終盤にはA+級リンチバーグ・ヒルキャッツを飛び越してAA級アルトゥーナ・カーブへ昇格した。「1年があっという間に過ぎていった。A+級への昇格を目標にしていたから、AA級まで上がれたのは予想外だった」と語るマカッチェンはシーズン終了後、球団から傘下マイナーリーグ最優秀選手として表彰された。
2007年はAA級アルトゥーナでシーズン開幕から15打席連続無安打と苦しみ、5月26日まで打率1割台が続くと打撃不振が続いたが、その後は持ち直し8月にはAAA級インディアナポリス・インディアンスへの昇格を果たす。この年は2クラス合計で135試合に出場して打率.265に終わったものの、『ベースボール・アメリカ』の有望株ランキングでは前年に引き続きパイレーツの1位となるなど、素質への高い評価は変わっていなかった。
2008年はAAA級インディアナポリスで開幕を迎え、7月6日までに打率.282、8本塁打、33打点、24盗塁を記録。この結果、同月13日に開催されるマイナーリーグのオールスター "フューチャーズゲーム" に選出される。この年のフューチャーズゲームにおけるアメリカ合衆国選抜は、8月に開催される北京五輪の同国代表候補で構成されていた。その一方で、AAA級での好成績からメジャー昇格も近いとみられており、五輪前に昇格すれば五輪出場は不可となる。マカッチェンは「理想を言えば、まずは北京に行って金メダルを勝ち取りたい。一生忘れられないような素晴らしい経験になるはずだからね。そしてその後に、メジャーから声をかけてもらえれば最高」と考えていた。だが、フューチャーズゲーム後に発表された代表メンバーにマカッチェンは入らず、さらにこの年はメジャーへの昇格もなしで、両方とも叶えられないままシーズン閉幕となった。パイレーツは7月下旬にはゼイビア・ネイディとジェイソン・ベイのレギュラー外野手2人をトレードで放出しており、それにもかかわらずマカッチェンのメジャー昇格がなかったのは、彼の年俸調停権およびFA権の取得を遅らせることで、球団が1年でも安くかつ長く彼を保有できるようにするためだ、とする見方が根強い。
2009年のスプリングトレーニングでは、マカッチェンはオープン戦26試合に出場し打率.318、OPS.984という成績を残したが、開幕直前の3月30日にAAA級降格を言い渡され、開幕メジャー入りはならず。インディアナポリスでのシーズンも3年目に入った。1993年以降16年にわたってシーズン負け越しが続くパイレーツにおいてマカッチェンは、ペドロ・アルバレスやホセ・タバタとともに球団の将来を担う若手として期待を集めるようになっていた。
6月3日にパイレーツが正中堅手のネイト・マクラウスをアトランタ・ブレーブスへトレードで放出し、これと同時にマカッチェンがメジャーへ昇格。翌4日のメッツ戦に「1番・中堅手」として先発出場してデビューすると、初打席でペルフリーから中前打を放つなど4打数2安打、3得点を記録した。そのままレギュラーに定着し、マクラウス放出に反発する一部ファンから野次られることもあったが、活躍を続けていく。6月25日のクリーブランド・インディアンス戦ではサヨナラ安打、8月1日のワシントン・ナショナルズ戦では1試合3本塁打。メジャー1年目の最終的な成績は、108試合で打率.286、12本塁打、54打点、OPS.836、22盗塁を記録した。シーズン終了後、ナショナルリーグ新人王の投票では4位となり、また『ベースボール・アメリカ』からは最優秀新人に選出された。

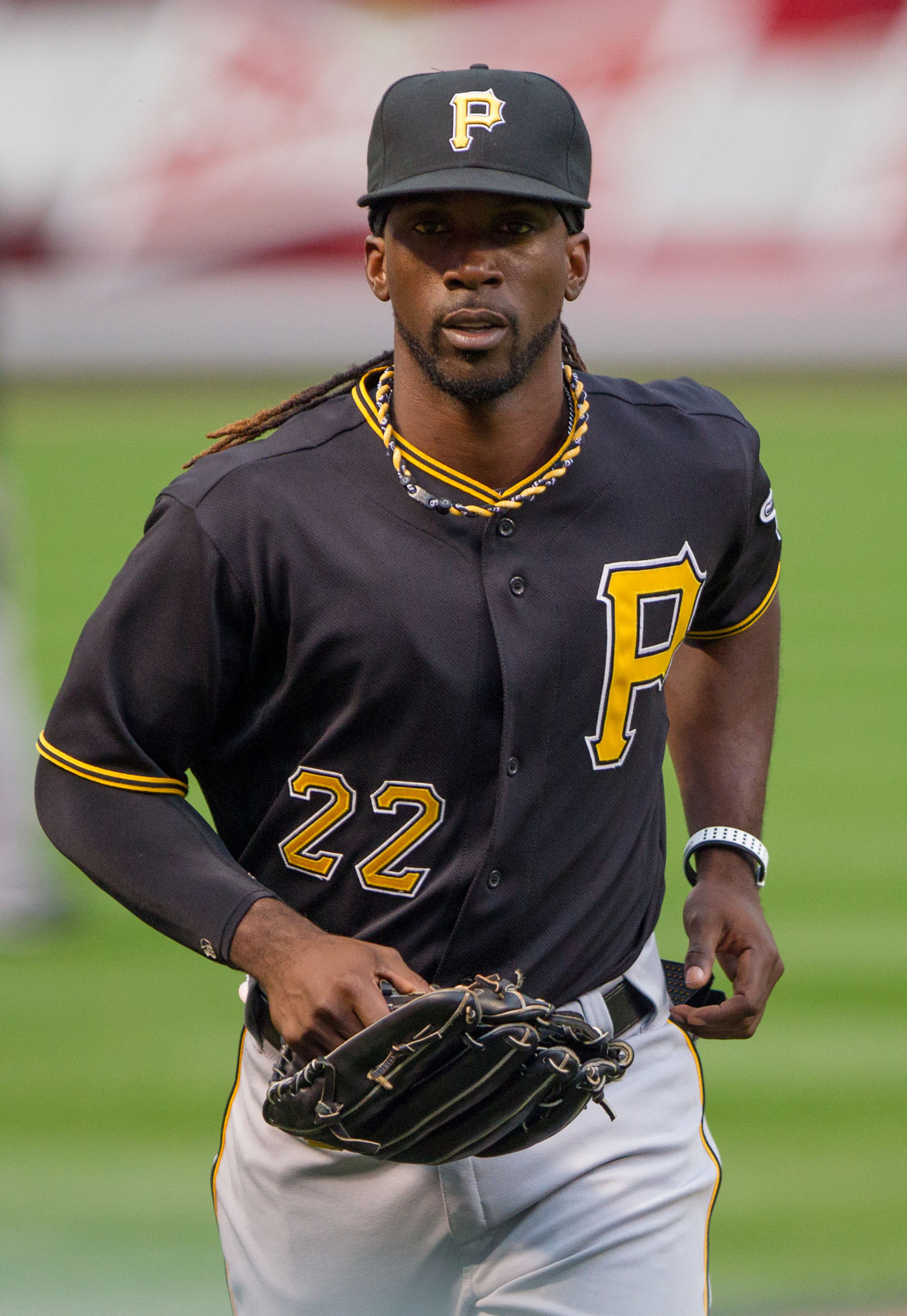
ピッツバーグ・パイレーツ時代（2012年6月12日）

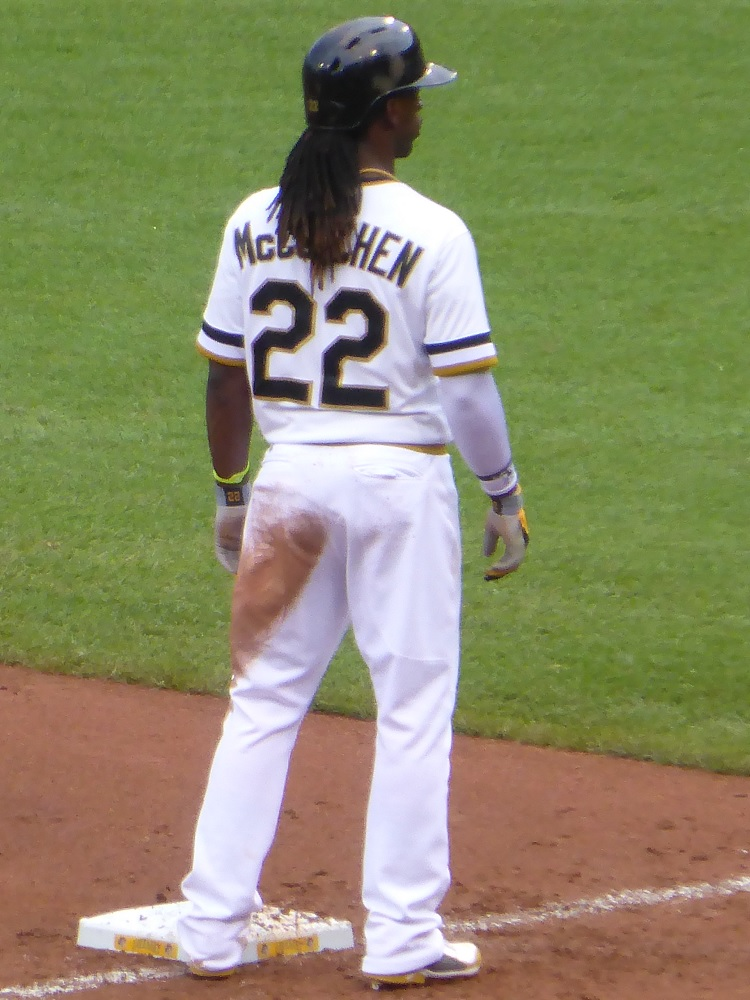
ピッツバーグ・パイレーツ時代（2014年7月6日）

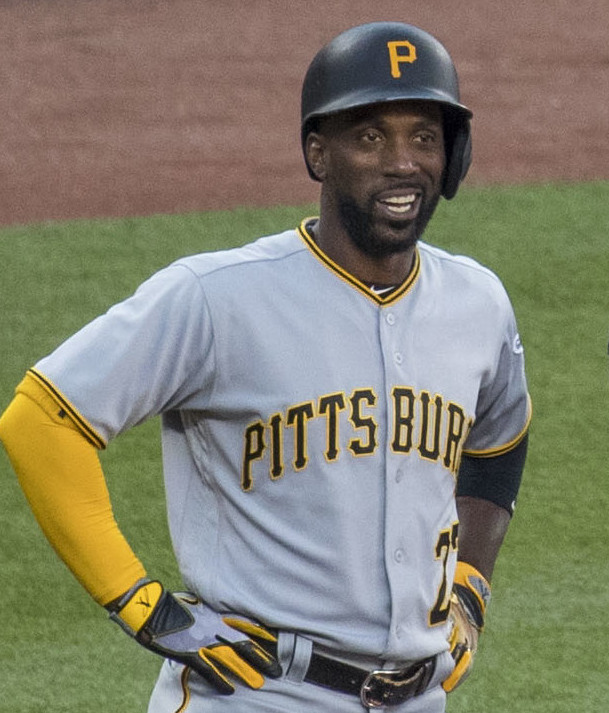
ピッツバーグ・パイレーツ時代（2017年6月6日）

2010年は打順を前年の1番から2番へ変更された。これには、一般的に9番を打つことが多い投手を8番へずらし、9番に本職の野手を入れることで、マカッチェンに2番と3番打者の両方の役割を担わせる狙いがあった。4月5日のシーズン開幕戦から同月25日まで、マカッチェンは18試合中17試合で「2番・中堅手」として先発メンバーに名を連ねる。しかし、主に前を打っていたロニー・セデーニョと岩村明憲がともに低出塁率だったためマカッチェンの打力を活かすことができず、投手8番の打順は5月2日以降ほとんど使用されなくなり、マカッチェンの打順も2番から3番を経て最終的に1番へ戻ることとなった。この年は154試合に出場した。
2011年はシーズン開幕から不振に陥り、4月終了時点で打率.219、OPS.747と低迷するが、5月以降は尻上がりに調子を上げる。6月8日のアリゾナ・ダイヤモンドバックス戦では延長12回にサヨナラ本塁打を放ち、チームにとって同月以降では6年ぶりとなる勝率.500到達をたぐり寄せた。チームはその後も好調で1992年以来となる前半戦勝ち越し。またマカッチェンも、故障したライアン・ブラウンの代役としてではあるがオールスターゲームに初選出となった。
2012年3月5日に2017年までの6年総額5100万ドル（2018年は1485万ドルのオプション）で契約延長を行った。シーズンではその期待に応えて序盤から好調で、6月と7月には2カ月連続でプレイヤー・オブ・ザ・マンスを受賞した。終盤までバスター・ポージーと首位打者争いを繰り広げ、惜しくも無冠に終わったが、打率、本塁打、打点、安打、得点、出塁率、長打率などで自己ベストを更新した。シルバースラッガー賞とゴールドグラブ賞をダブル受賞し、MVPの投票では3位に入った。
2013年は3年連続3度目となるオールスターゲームに選出された。最終的に打率.317、21本塁打、84打点、27盗塁を記録した。シーズン終了後にはナ・リーグのMVPを獲得した。
2014年は4年連続4度目となるオールスターゲームに選出された。チームメイトのジョシュ・ハリソンと共にシーズン終盤まで首位打者争いを演じ、最終的には3年連続打率3割超となる打率.314を記録。また、自己2位となる25本塁打、83打点に加えリーグ最高となる出塁率.410を記録。二塁打38本は2013年に引き続き、自己ベストタイとなる数字だった。
2015年は開幕前にトレードマークだったドレッドヘアーを切り、周囲を驚かせた。なお、切った髪の毛はチャリティーに出品した。4月までの成績が打率.194、2本塁打と低調だったが、翌月からは本来の打撃を取り戻し、前半戦を打率.295、12本塁打、56打点の成績で折り返した。5年連続5度目となるオールスターゲームに選出された。試合ではクリス・アーチャーから本塁打を記録した。シーズン終盤の失速が響き、2012年から継続していた「打率3割」が途切れ、盗塁数も昨年から更に減少し自己最少となる11個に留まったが、それでも157試合に出場して打率.292、23本塁打、96打点（自己最多タイ）を記録した。オフにはロベルト・クレメンテ賞を受賞。ロベルト・クレメンテが所属していたのと同じパイレーツの選手が同賞を受賞するのは1974年のウィリー・スタージェル以来2人目。
2016年は攻守に精彩を欠き、打率.256、OPS.766、6盗塁（成功率46%）、143三振など多くの項目でメジャーに定着して以来最低の成績に終わった。オフの12月5日に第4回ワールド・ベースボール・クラシック（WBC）のアメリカ合衆国代表に選出された。
2017年はシーズン開幕前に選出されていた第4回WBCに参加。3月22日の決勝プエルトリコ戦に勝利し、初の優勝を果たした。シーズンでは5月まで打率が2割台前半を推移するなど苦しい出だしとなったが、6月は打率.411、6本塁打と大暴れしてプレイヤー・オブ・ザ・マンスを受賞するなど復調した。9月26日のボルチモア・オリオールズ戦でキャリア初となる満塁本塁打を記録した。この年は156試合の出場で打率.279、28本塁打、88打点の成績を残した。

### ジャイアンツ時代

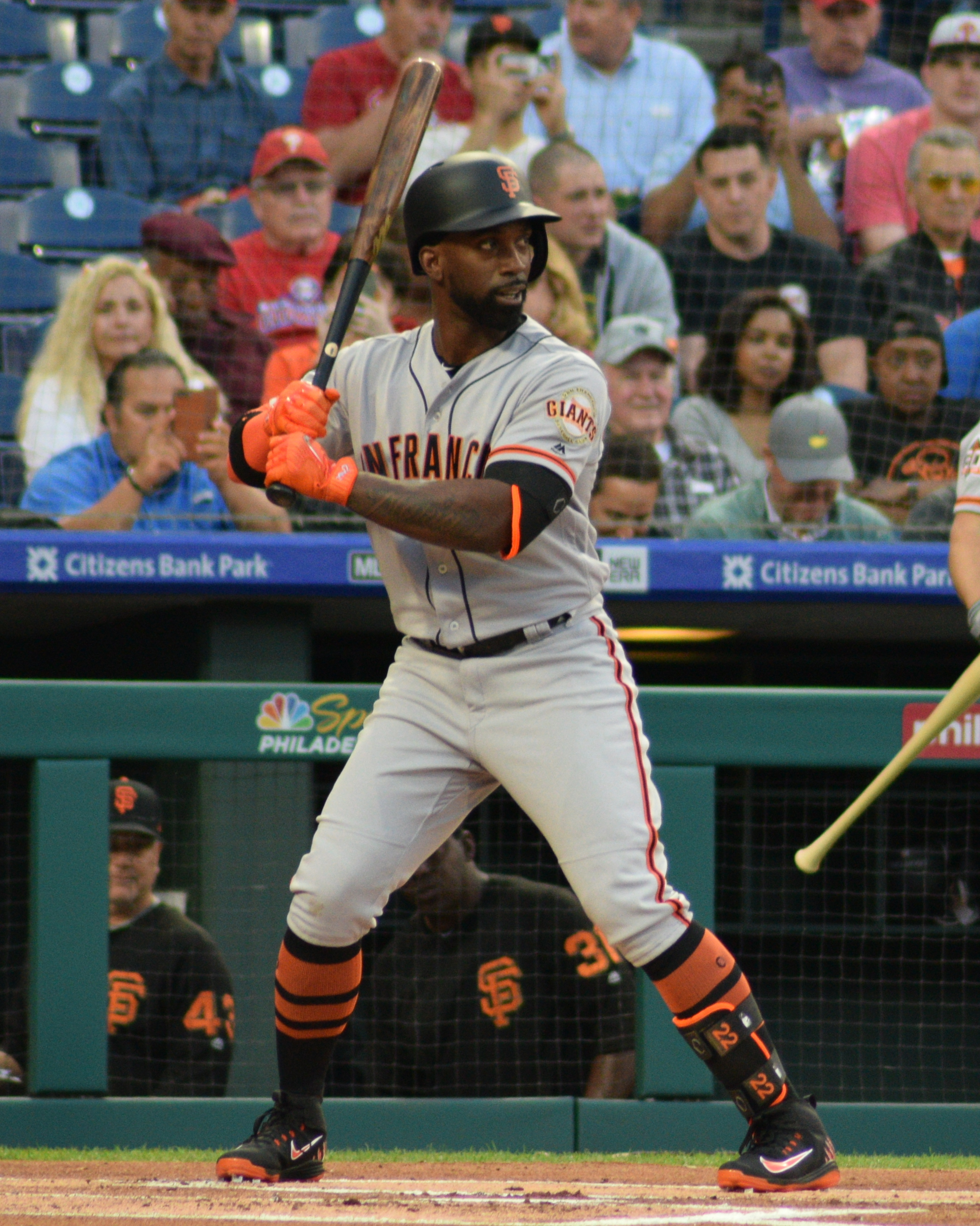
サンフランシスコ・ジャイアンツ時代
（2018年5月7日）

2018年1月15日にカイル・クリック、ブライアン・レイノルズとのトレードで、金銭と共にサンフランシスコ・ジャイアンツへ移籍した。4月7日のロサンゼルス・ドジャース戦では6安打を記録、延長14回裏にサヨナラ本塁打の大活躍を見せた。5月12日、古巣パイレーツの本拠地PNCパークでの試合では、電光掲示板にパイレーツ時代のハイライト映像が流れ、ファンからはスタンディングオベーションで迎えられた。

### ヤンキース時代

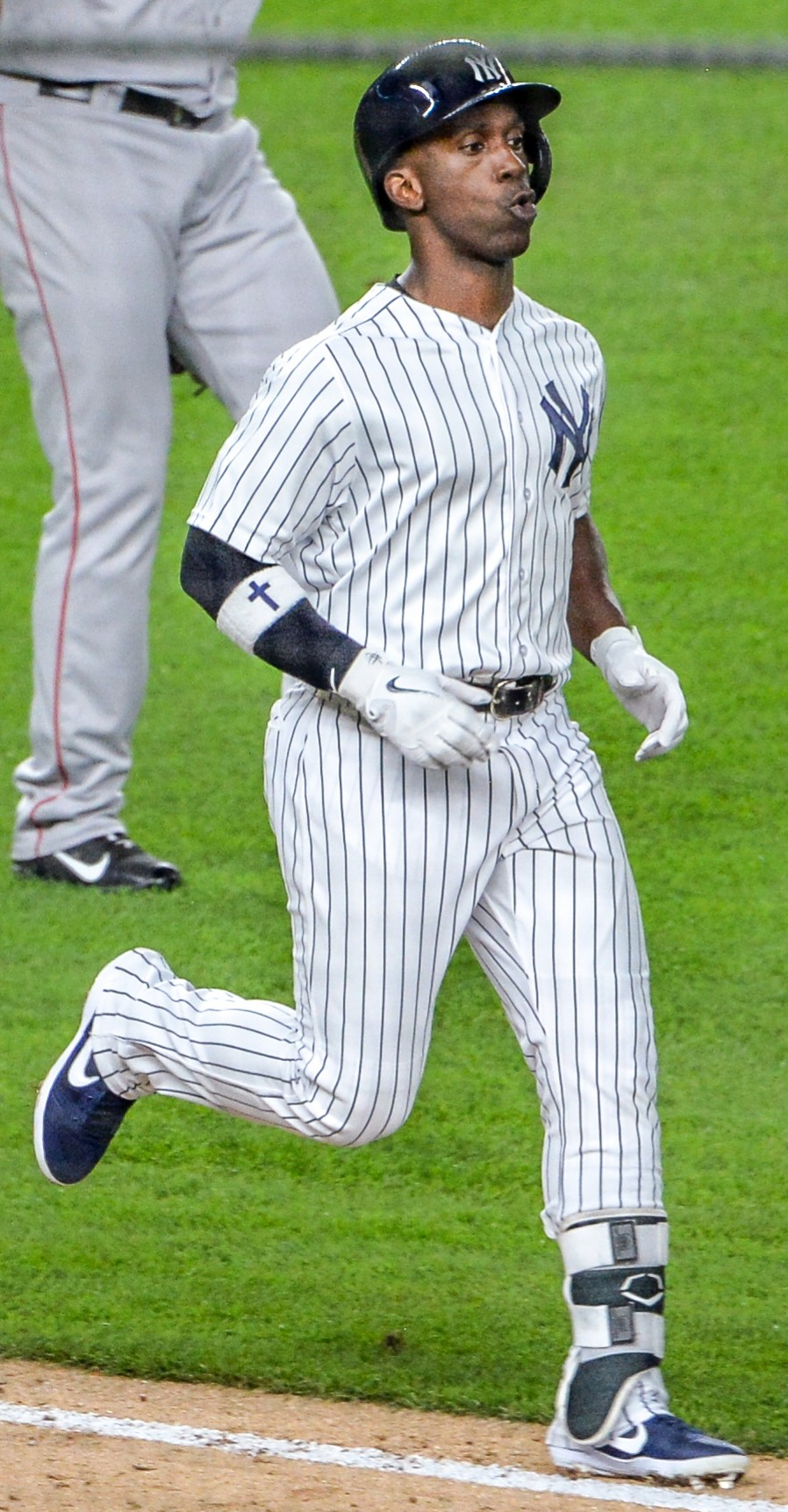
ニューヨーク・ヤンキース時代
（2018年9月19日）

2018年8月31日にアビアタル・アベリーノ、フアン・デポーラとのトレードで、金銭と共にニューヨーク・ヤンキースへ移籍した。背番号は「26」になった。ヤンキースでは25試合に出場した。シーズンの最終成績は130試合の出場で打率.255、20本塁打、65打点だった。

### フィリーズ時代
2018年12月11日にフィラデルフィア・フィリーズと3年総額5000万ドルの契約を結んだ。
2019年は主に1番打者として出場していたが、6月3日のサンディエゴ・パドレス戦で走塁時に足を負傷した。左膝前十字靭帯の断裂と診断され、残りのシーズンは絶望となった。それまでの成績は59試合の出場で、打率.256、10本塁打、29打点。
2021年オフの11月3日にチームオプションを破棄され、FAとなった。

### ブルワーズ時代
2022年3月16日にミルウォーキー・ブルワーズと1年契約を結んだ。オフの11月6日にFAとなった。

### パイレーツ復帰
2023年1月20日に古巣のパイレーツと500万ドルの1年契約を結んだ。6月11日のデビュー戦と同じニューヨーク・メッツ戦でカルロス・カラスコから史上291人目となる通算2000本安打を達成した。オフの11月3日にFAとなったが、12月20日に1年の再契約を結んだ。

## 選手としての特徴
キャリアの長い時間を過ごしたパイレーツの本拠地PNCパークの記録を数多く持っている。出場試合（676）、打席（2873）、打数（2468）、安打（751）、複数安打（208）、単打（478）、二塁打（161）、三塁打（20）、本塁打（92）、サヨナラ本塁打（6）、複数本塁打（7）、打点（357）、得点（415）、犠飛（22）、四球（345）、故意四球（41）、三振（471）を記録している（2018年7月時点）。ジョシュ・ハリソンとのタイ記録としてサヨナラ安打（8）もある。

## 人物

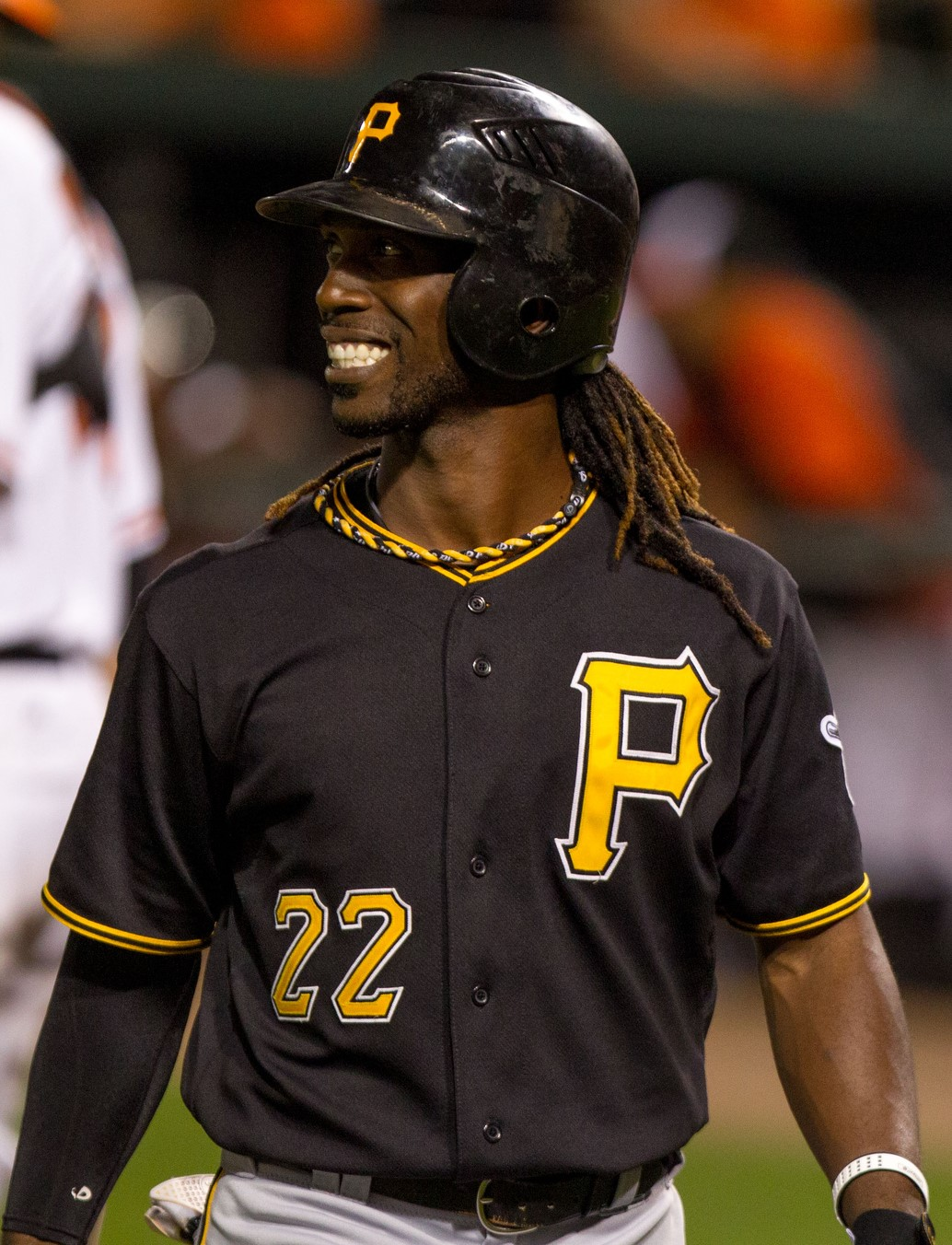
ドレッドヘアー時代のマカッチェン

デビュー以来長髪のドレッドヘアーと髭がトレードマークだったが、2015年の開幕前にドレッドヘアーを切り、ヤンキース入団時に球団規定により髭を剃った。フィリーズに移籍後は再び髭を伸ばしている。
2013年に野球のテレビゲーム「MLB 13: The Show」のパッケージにファン投票で選ばれ、翌年には2回起用されることはないという恒例を破り「MLB 14: The Show」のパッケージを再び飾った。

## 詳細情報

### 年度別打撃成績
| 年 度     | 球 団     | 試 合 | 打 席 | 打 数 | 得 点 | 安 打 | 二 塁 打 | 三 塁 打 | 本 塁 打 | 塁 打 | 打 点 | 盗 塁 | 盗 塁 死 | 犠 打 | 犠 飛 | 四 球 | 敬 遠 | 死 球 | 三 振 | 併 殺 打 | 打 率 | 出 塁 率 | 長 打 率 | O P S |
| --------- | --------- | ----- | ----- | ----- | ----- | ----- | -------- | -------- | -------- | ----- | ----- | ----- | -------- | ----- | ----- | ----- | ----- | ----- | ----- | -------- | ----- | -------- | -------- | ----- |
| 2009      | PIT       | 108   | 493   | 433   | 74    | 124   | 26       | 9        | 12       | 204   | 54    | 22    | 5        | 0     | 4     | 54    | 2     | 2     | 83    | 3        | .286  | .365     | .471     | .836  |
| 2010      | PIT       | 154   | 653   | 570   | 94    | 163   | 35       | 5        | 16       | 256   | 56    | 33    | 10       | 1     | 7     | 70    | 1     | 5     | 89    | 6        | .286  | .365     | .449     | .814  |
| 2011      | PIT       | 158   | 678   | 572   | 87    | 148   | 34       | 5        | 23       | 261   | 89    | 23    | 10       | 2     | 6     | 89    | 3     | 9     | 126   | 7        | .259  | .364     | .456     | .820  |
| 2012      | PIT       | 157   | 673   | 593   | 107   | 194   | 29       | 6        | 31       | 328   | 96    | 20    | 12       | 0     | 5     | 70    | 13    | 5     | 132   | 9        | .327  | .400     | .553     | .953  |
| 2013      | PIT       | 157   | 674   | 583   | 97    | 185   | 38       | 5        | 21       | 296   | 84    | 27    | 10       | 0     | 4     | 78    | 12    | 9     | 101   | 13       | .317  | .404     | .508     | .911  |
| 2014      | PIT       | 146   | 648   | 548   | 89    | 172   | 38       | 6        | 25       | 297   | 83    | 18    | 3        | 0     | 6     | 84    | 8     | 10    | 115   | 9        | .314  | .410     | .542     | .952  |
| 2015      | PIT       | 157   | 685   | 566   | 91    | 165   | 36       | 3        | 23       | 276   | 96    | 11    | 5        | 0     | 9     | 98    | 12    | 12    | 133   | 9        | .292  | .401     | .488     | .889  |
| 2016      | PIT       | 153   | 675   | 598   | 81    | 153   | 26       | 3        | 24       | 257   | 79    | 6     | 7        | 0     | 3     | 69    | 7     | 5     | 143   | 15       | .256  | .336     | .430     | .776  |
| 2017      | PIT       | 156   | 650   | 570   | 94    | 159   | 30       | 2        | 28       | 277   | 88    | 11    | 5        | 0     | 3     | 73    | 5     | 4     | 116   | 10       | .279  | .363     | .486     | .849  |
| 2018      | SF        | 130   | 568   | 482   | 65    | 123   | 28       | 2        | 15       | 200   | 55    | 13    | 6        | 0     | 6     | 73    | 1     | 7     | 123   | 11       | .255  | .357     | .415     | .772  |
| 2018      | NYY       | 25    | 114   | 87    | 18    | 22    | 2        | 1        | 5        | 41    | 10    | 1     | 3        | 0     | 1     | 22    | 0     | 4     | 22    | 1        | .253  | .421     | .471     | .892  |
| '18計     | NYY       | 155   | 682   | 569   | 83    | 145   | 30       | 3        | 20       | 241   | 65    | 14    | 9        | 0     | 7     | 95    | 1     | 11    | 145   | 12       | .255  | .368     | .424     | .792  |
| 2019      | PHI       | 59    | 262   | 219   | 45    | 56    | 12       | 1        | 10       | 100   | 29    | 2     | 1        | 0     | 0     | 43    | 0     | 0     | 55    | 1        | .256  | .378     | .457     | .834  |
| 2020      | PHI       | 57    | 241   | 217   | 32    | 55    | 9        | 0        | 10       | 94    | 34    | 4     | 0        | 0     | 1     | 22    | 0     | 1     | 48    | 4        | .253  | .324     | .433     | .757  |
| 2021      | PHI       | 144   | 574   | 482   | 78    | 107   | 24       | 1        | 27       | 214   | 80    | 6     | 1        | 0     | 7     | 81    | 2     | 4     | 132   | 10       | .222  | .334     | .444     | .778  |
| 2022      | MIL       | 134   | 580   | 515   | 66    | 122   | 25       | 0        | 17       | 198   | 69    | 8     | 6        | 0     | 4     | 57    | 1     | 4     | 124   | 10       | .237  | .316     | .384     | .700  |
| 2023      | PIT       | 112   | 473   | 390   | 55    | 100   | 19       | 0        | 12       | 155   | 43    | 11    | 3        | 0     | 4     | 75    | 1     | 4     | 100   | 8        | .256  | .378     | .397     | .776  |
| 2024      | PIT       | 120   | 515   | 448   | 66    | 104   | 18       | 1        | 20       | 184   | 50    | 3     | 2        | 0     | 2     | 58    | 1     | 7     | 133   | 9        | .232  | .328     | .411     | .739  |
| MLB：16年 | MLB：16年 | 2127  | 9156  | 7873  | 1239  | 2152  | 429      | 50       | 319      | 3638  | 1095  | 219   | 89       | 3     | 72    | 1116  | 69    | 92    | 1775  | 135      | .273  | .367     | .462     | .829  |

- 2024年度シーズン終了時
- 各年度の太字はリーグ最高

### WBCでの打撃成績
| 年 度 | 代 表          | 試 合 | 打 席 | 打 数 | 得 点 | 安 打 | 二 塁 打 | 三 塁 打 | 本 塁 打 | 塁 打 | 打 点 | 盗 塁 | 盗 塁 死 | 犠 飛 | 四 球 | 敬 遠 | 死 球 | 三 振 | 併 殺 打 | 打 率 | 出 塁 率 | 長 打 率 |
| ----- | -------------- | ----- | ----- | ----- | ----- | ----- | -------- | -------- | -------- | ----- | ----- | ----- | -------- | ----- | ----- | ----- | ----- | ----- | -------- | ----- | -------- | -------- |
| 2017  | アメリカ合衆国 | 6     | 22    | 21    | 1     | 5     | 1        | 0        | 0        | 6     | 5     | 0     | 0        | 0     | 1     | 0     | 0     | 7     | 0        | .238  | .273     | .286     |

### 年度別守備成績
| 年 度 | 球 団 | 中堅（CF） | 中堅（CF） | 中堅（CF） | 中堅（CF） | 中堅（CF） | 中堅（CF） | 左翼（LF） | 左翼（LF） | 左翼（LF） | 左翼（LF） | 左翼（LF） | 左翼（LF） | 右翼（RF） | 右翼（RF） | 右翼（RF） | 右翼（RF） | 右翼（RF） | 右翼（RF） |
| 年 度 | 球 団 | 試 合      | 刺 殺      | 補 殺      | 失 策      | 併 殺      | 守 備 率   | 試 合      | 刺 殺      | 補 殺      | 失 策      | 併 殺      | 守 備 率   | 試 合      | 刺 殺      | 補 殺      | 失 策      | 併 殺      | 守 備 率   |
| ----- | ----- | ---------- | ---------- | ---------- | ---------- | ---------- | ---------- | ---------- | ---------- | ---------- | ---------- | ---------- | ---------- | ---------- | ---------- | ---------- | ---------- | ---------- | ---------- |
| 2009  | PIT   | 108        | 263        | 10         | 2          | 1          | .993       | -          | -          | -          | -          | -          | -          | -          | -          | -          | -          | -          | -          |
| 2010  | PIT   | 152        | 373        | 8          | 5          | 2          | .987       | -          | -          | -          | -          | -          | -          | -          | -          | -          | -          | -          | -          |
| 2011  | PIT   | 155        | 414        | 9          | 7          | 5          | .984       | -          | -          | -          | -          | -          | -          | -          | -          | -          | -          | -          | -          |
| 2012  | PIT   | 156        | 367        | 3          | 1          | 1          | .977       | -          | -          | -          | -          | -          | -          | -          | -          | -          | -          | -          | -          |
| 2013  | PIT   | 155        | 321        | 11         | 6          | 3          | .982       | -          | -          | -          | -          | -          | -          | -          | -          | -          | -          | -          | -          |
| 2014  | PIT   | 146        | 301        | 1          | 6          | 0          | .981       | -          | -          | -          | -          | -          | -          | -          | -          | -          | -          | -          | -          |
| 2015  | PIT   | 152        | 301        | 7          | 2          | 2          | .994       | -          | -          | -          | -          | -          | -          | -          | -          | -          | -          | -          | -          |
| 2016  | PIT   | 151        | 317        | 6          | 3          | 0          | .991       | -          | -          | -          | -          | -          | -          | -          | -          | -          | -          | -          | -          |
| 2017  | PIT   | 139        | 270        | 8          | 4          | 2          | .991       | -          | -          | -          | -          | -          | -          | 13         | 20         | 1          | 0          | 0          | 1.000      |
| 2018  | SF    | -          | -          | -          | -          | -          | -          | -          | -          | -          | -          | -          | -          | 128        | 245        | 8          | 2          | 1          | .992       |
| 2018  | NYY   | -          | -          | -          | -          | -          | -          | 12         | 17         | 0          | 0          | 0          | 1.000      | 15         | 17         | 0          | 0          | 0          | 1.000      |
| '18計 | NYY   | -          | -          | -          | -          | -          | -          | 12         | 17         | 0          | 0          | 0          | 1.000      | 143        | 262        | 8          | 2          | 1          | .993       |
| 2019  | PHI   | 15         | 27         | 0          | 1          | 0          | .964       | 52         | 79         | 2          | 1          | 0          | .988       | -          | -          | -          | -          | -          | -          |
| 2020  | PHI   | -          | -          | -          | -          | -          | -          | 39         | 47         | 0          | 0          | 0          | 1.000      | -          | -          | -          | -          | -          | -          |
| 2021  | PHI   | -          | -          | -          | -          | -          | -          | 135        | 189        | 4          | 4          | 0          | .980       | -          | -          | -          | -          | -          | -          |
| 2022  | MIL   | 3          | 5          | 0          | 0          | 0          | 1.000      | 31         | 53         | 0          | 0          | 0          | 1.000      | 19         | 30         | 1          | 0          | 0          | 1.000      |
| 2023  | PIT   | -          | -          | -          | -          | -          | -          | -          | -          | -          | -          | -          | -          | 8          | 19         | 0          | 0          | 0          | 1.000      |
| 2024  | PIT   | -          | -          | -          | -          | -          | -          | -          | -          | -          | -          | -          | -          | 5          | 6          | 0          | 0          | 0          | 1.000      |
| MLB   | MLB   | 1332       | 2959       | 63         | 37         | 16         | .988       | 269        | 385        | 6          | 5          | 0          | .987       | 188        | 337        | 10         | 2          | 1          | .994       |

- 2024年度シーズン終了時
- 太字年はゴールドグラブ賞受賞

### 表彰
- シーズンMVP：1回（2013年）
- シルバースラッガー賞（外野手部門）：4回（2012年 - 2015年）
- ゴールドグラブ賞（外野手部門）：1回（2012年）
- プレイヤーズ・チョイス・アワーズ優秀選手：2回（2012年、2013年）
- ロベルト・クレメンテ賞：1回（2015年）
- プレイヤー・オブ・ザ・マンス：5回（2012年6月、2012年7月、2014年6月、2015年8月、2017年6月）
- プレイヤー・オブ・ザ・ウィーク：6回（2012年7月9日・16日、2014年6月16日・7月14日、2015年5月25日・8月10日、2017年10月1日）

### 記録
MiLB
- オールスター・フューチャーズゲーム選出：1回（2008年）

MLB
- MLBオールスターゲーム選出：5回（2011年 - 2015年）
- 2000本安打：2023年6月11日、対ニューヨーク・メッツ戦（PNCパーク）、1回裏にカルロス・カラスコから左前安打 ※史上291人目

### 背番号
- 22（2009年 - 2018年8月30日、2019年 - 2021年、2023年）
- 26（2018年9月1日 - 同年終了）
- 24（2022年）

### 代表歴
- 2004年AAA世界野球選手権大会アメリカ合衆国代表
- 2017 ワールド・ベースボール・クラシック・アメリカ合衆国代表